# Wolfgang Held (Schriftsteller, 1933)
Wolfgang Held (* 15. August 1933 in Freiburg im Breisgau; † 11. Dezember 2016 in London) war ein deutscher Schriftsteller und Übersetzer.

## Leben
Wolfgang Held promovierte 1960 an der Universität Freiburg im Breisgau mit einer Arbeit über Georg Trakl zum Doktor der Philosophie. Held, der seit 1973 als freier Schriftsteller, Übersetzer und Pianist in London lebte, veröffentlichte seit 1965 eigene literarische Werke. 1983 nahm er am Ingeborg-Bachmann-Wettbewerb in Klagenfurt teil.
Wolfgang Held war der Verfasser von Romanen, Erzählungen, Essays und Biografien; außerdem übersetzte er aus dem Englischen.
Wolfgang Held erhielt 1983 den Literaturpreis des Kulturkreises im Bundesverband der Deutschen Industrie sowie 1992 den
Berganza-Preis des Kunstvereins der Stadt Bamberg für Hoffmanns Verbrennung, Helds einziges Theaterstück.

Er war zudem bildender Künstler, über den Elke Riemer-Buddecke in ihrem Buch E. T. A. Hoffmann – Porträts und Illustrationen schreibt, dass er
zwischen 1983 und 2004 zu seinem eigenem Drama Hoffmanns Verbrennung von 1986, dem einzigen Drama von seiner Hand, 25 surreale Collagen à 38,8 × 25,8 cm geschaffen (hat), die illustrativ au den Dramentext zugeschnitten, aber zugleich als Hoffmann-Bildnisse anzusehen sind... Sie wurden 2013 in Bamberg ausgestellt und befinden sich jetzt im E. T. A. Hoffmann-Haus, sind Besitz des Bamberger Kunstvereins.

## Werke
- Mönch und Narziss, Freiburg im Breisgau 1960
- Die im Glashaus, München 1965
- 79, ein Brief des Jüngeren Plinius, Frankfurt am Main 1979
- Die schöne Gärtnerin, Frankfurt am Main 1979
- Rabenkind, Essen 1985
- Geschichte der abgeschnittenen Hand, Hamburg 1994
- Manches geht in Nacht verloren, Roman über Clara und Robert Schumann, Hamburg 1998
- Traum vom Hungerturm, Basel/Weil am Rhein 2007
- Hoffmanns Verbrennung, Drama, uraufgeführt 2015 in Bamberg

## Herausgeberschaft
- Julius Eduard Hitzig: E. T. A. Hoffmanns Leben und Nachlaß. Frankfurt am Main 1986
- Thomas S. Eliot: Über Dichtung und Dichter. Suhrkamp Verlag, Frankfurt am Main 1988

## Übersetzungen
- John Donne: Erleuchte, Dame, unsere Finsternis. Songs, Sonette, Elegien. Insel Verlag, Frankfurt am Main und Leipzig 2009 (IB 1203)
- James Knowlson: Samuel Beckett. Eine Biographie. Suhrkamp Verlag, Frankfurt am Main 2003
- Samuel Beckett: Lang nach Chamfort. Insel Verlag, Frankfurt am Main und Leipzig 2003 (Insel-Bücherei 1246)
- Samuel Beckett: Traum von mehr bis minder schönen Frauen.  Insel Verlag, Frankfurt am Main und Leipzig 1996
- Emily Brontë: Ums Haus der Sturm. Insel Verlag, Frankfurt am Main und Leipzig 1998 (IB 1187)
- William Golding: Mit doppelter Zunge. Insel Verlag, Frankfurt am Main und Leipzig 1998
- Robert Graves: Gedichte. Suhrkamp Verlag, Frankfurt am Main 1990
- Robert Graves: Der Schrei.  Suhrkamp Verlag, Frankfurt am Main 1998
- Wyndham Lewis: Tarr. Suhrkamp Verlag, Frankfurt am Main 1990
- Eoin O’Brien: The Beckett Country. Suhrkamp Verlag, Frankfurt am Main 1997